# 129051 Chrismay
129051 Chrismay è un asteroide della fascia principale. Scoperto nel 2004, presenta un'orbita caratterizzata da un semiasse maggiore pari a 2,9999456 UA e da un'eccentricità di 0,0704635, inclinata di 9,86655° rispetto all'eclittica.